# Eudorylas hadrosoma
Eudorylas hadrosoma är en tvåvingeart som först beskrevs av Hardy 1962.  Eudorylas hadrosoma ingår i släktet Eudorylas och familjen ögonflugor.
Artens utbredningsområde är Madagaskar. Inga underarter finns listade i Catalogue of Life.